# グレイス・フィップス
グレイス・フィップス（Grace Phipps、1992年5月4日 - ）は、アメリカ合衆国の女優、歌手。テキサス州オースティン出身。ドラマ『ヴァンパイア・ダイアリーズ』のエイプリル・ヤング役、『ティーン・ビーチ・ムービー』シリーズのレイラ役を演じた。

## 出演作品
- フライトナイト/恐怖の夜（ビー）
- ヴァンパイア・ダイアリーズ（エイプリル・ヤング）
- ティーン・ビーチ・ムービー（レイラ）
- スーパーナチュラル（ハエル）
- オースティン＆アリー（ブランディ）
- HAWAII FIVE-0（エリカ・ヤング）
- CSI：サイバー（ヴァネッサ・ギラーマン）
- ティーン・ビーチ2（レイラ）
- Zネーション Z Nation (2017-2018)